# 麥狄森·碧兒
麥狄森·艾麗·碧兒（英語：Madison Elle Beer，1999年3月5日—），是一位美國歌手及詞曲作家。在加拿大歌手贾斯汀·比伯於推特上發送一篇她的演唱影片連結後，使得碧兒開始受到關注。之後便與小島Def Jam音樂集團簽約。

## 早年生活
碧兒在1999年3月5日生於美國紐約州長島傑里科，父親為承建商羅伯特·碧兒（Robert Beer），母親為室內設計師崔西·碧兒（Tracie Beer）。她有一位名為萊德（Ryder）的弟弟。她的雙親已經離異，而父親則再婚。碧兒在2012年前只受家庭教育，之後便就讀位於傑里科的學校。

## 職業生涯
碧兒與精靈高中合作，並且以加盟的方式錄製主題曲〈我們是精靈高中〉。寇弟·辛普森在2013年2月與碧兒重新發布他的歌曲〈情人節〉（Valentine），並且在迪士尼電台上播放。2013年9月12日，碧兒首次發布她的單曲與音樂錄影帶〈Melodies〉，這首歌是由彼得·凱萊赫、班·科恩、湯姆斯·巴恩斯和伊娜·沃德森共同創作而成。這部音樂錄影帶也由賈斯汀·比伯客串演出。碧兒的經紀人為斯科特·布勞恩，唱片公司為小島Def Jam音樂集團。碧兒現在正在製作她的首張專輯，她表示「這是艾莉西亞·凱斯與泰勒·斯威夫特的混合體」，並打算在2014年初發行這張專輯。她是賈斯汀·比伯的忠實粉絲，並引用他作為靈感來源。她在2014年4月被發現與賈斯汀·比伯和席琳娜·戈梅茲一同出現在錄音室。截至2014年5月為止，她已經有超過53萬的推特粉絲。

## 音樂作品

### 單曲
| 年份 | 歌曲                                   | 專輯             |
| ---- | -------------------------------------- | ---------------- |
| 2013 | 〈We Are Monster High〉                | 《Monster High》 |
| 2013 | 〈Valentine〉 (feat. Cody Simpson)     | N/A              |
| 2013 | 〈Melodies〉                           | N/A              |
| 2015 | 〈All For Love〉 (feat. Jack&Jack)     | N/A              |
| 2018 | 〈POP/STARS〉 (與(G)I-DLE&杰拉·伯恩斯) | N/A              |
| 2024 | 〈Make You Mine〉                      | N/A              |

## 外部連結
- 官方网站
- 麥狄森·碧兒的Facebook專頁
- 麥狄森·碧兒的X（前Twitter）